# Joan Baptista Cendrós i Carbonell
Joan Baptista Cendrós i Carbonell (Barcelona, 1916 - aldaar, 9 juli 1986) was een Catalaans industrieel, uitgever en mecenas.
In de jaren 1940 was hij directeur van het cosmeticabedrijf Cientifical SA, op het Iberisch Schiereiland bekend voor de gezichtsmassagelotion "Floïd" Hij was schoonvader van een van de kinderen van Josep Colomer i Ametller, stichter van de cosmeticagroep Henry-Colomer. Cientifical werd in 1979 door het Amerikaanse Revlon opgekocht. In 1961 was hij, samen met Jordi Pujol i Soley een van de stichters van de Banca Catalana. Zijn familieholding zal samen met Henry-Colomer en enkele andere investeerders in 2000 de groep op zijn beurt opkopen Revlon opkopen en omvormen tot The Colomer Group.
Hij was zeer actief in de culturele Catalaanse beweging en investeerde een groot deel van de winst van zijn onderneming in culturele projecten. Als catalanistisch mecenas staat hij in 1961, nog in volle franquistische dictatuur samen Lluís Carulla i Canals, Fèlix Millet i Maristany, Joan Vallvé i Creus en Pau Riera i Sala aan de wieg van de culturele stichting Òmnium Cultural die uitdrukkelijk de Catalaanse taal en cultuur wilde stimuleren. Tijdens die periode ondersteunt hij ook het Institut d'Estudis Catalans dat geen enkele overheidssteun kreeg en sponsorde veel artiesten van de muzikale beweging Nova Cançó.  Hij was betrokken bij de terugkeer van de uitgeverij Proa die tijdens de dictatuur naar het Franse Perpinyà had moeten uitwijken,  bij de instelling van de cultuurprijs Premi Sant Jordi de novel·la en de stichting Gran Enciclopèdia Catalana. Hij is een van die ondernemers die in belangrijke mate aan het succes van het catalanisme bijgedragen hebben, niet alleen door geld, maar vooral door hun ondernemingstalent ook voor niet-commerciële initiatieven in te zetten.
Tijdens de Spaanse democratische overgang (1975-1978) was hij ook politiek actief. Net na de dood van Franco richtte hij de groep Llibertat i Democràcia social (Vrijheid en sociale democratie) op, die onder de naam Esquerra Democràtica de Catalunya (Democratisch links) aan de verkiezingen van 1977 zal deelnemen. Die partij zal later opgaan in Convergencia Democràtica de Catalunya, een van de leden van het kartel Convergència i Unió.
Op 9 juli 1986 is hij op zeventigjarige leeftijd in zijn geboortestad aan een hartaanval overleden.

## Erkenning
- Creu de Sant Jordi (1985)
- In een hommage 20 jaar na zijn dood schreef de historicus Josep Maria Ainaud Lasarte, “twintig jaar geleden is een persoon die de Catalaanse taal en boeken met hardnekkigheid en enthousiasme bevorderd heeft overleden. […] In alle projecten waarbij betrokken was stak hij inspanning, passie, geld en vooral enthousiasme.”[7]